# Stephen W. Burns
Stephen William Burns (* 15. November 1954 in Elkins Park, Pennsylvania; † 22. Februar 1990 in Santa Barbara, Kalifornien) war ein US-amerikanischer Schauspieler.

## Leben
Burns wurde in Elkins Park in Pennsylvania geboren und verbrachte seine Kindheit in Chews Landing, New Jersey. Burns zog nach New York City, wo er eine Theaterausbildung absolvierte. Er erhielt eine Hauptrolle in dem Hollywood Musical Grease. 1978 zog er nach Kalifornien, und er erhielt eine Rolle in der Fernsehproduktion Li’l Abner in Dogpatch Today. Weitere Fernseh- und Filmrollen folgten in den 1980er Jahren. Im Februar 1990 starb Burns in Santa Barbara an den Folgen seiner Aidserkrankung, die er sich durch eine Bluttransfusion zugezogen hatte.

## Filmografie (Auswahl)
- 1978: Li’l Abner in Dogpatch Today (Fernsehfilm)
- 1979: Eight Is Enough (Fernsehserie, 1 Episode)
- 1979: When She Was Bad... (Fernsehfilm)
- 1980: Herbie dreht durch
- 1981: 240-Robert (Fernsehserie, 3 Episoden)
- 1982: The Day the Bubble Burst (Fernsehfilm)
- 1983: Dornenvögel (TV-Miniserie, 3 Episoden)
- 1985: Spiker
- 1987: Heart of the City (Fernsehserie, 1 Episode)
- 1987: Simon & Simon (Fernsehserie, 1 Episode)
- 1987: Werewolf (Fernsehserie, 1 Episode)